# Theodo II.
Theodo II. (* vor 665; † 15. Oktober um 717) war etwa in den Jahren von 680 bis 717 Herzog der Bajuwaren in Baiern.
Mitunter wird er auch Theodo V. genannt, um die eher legendären Herzöge Theodon I. bis III. – alle vor dem Jahr 570 – mitzurechnen. Mit Theodo II. dagegen beginnt die Zeit der Herzöge Bayerns, deren Herrschaft fast durchgehend gut dokumentiert ist.

## Leben

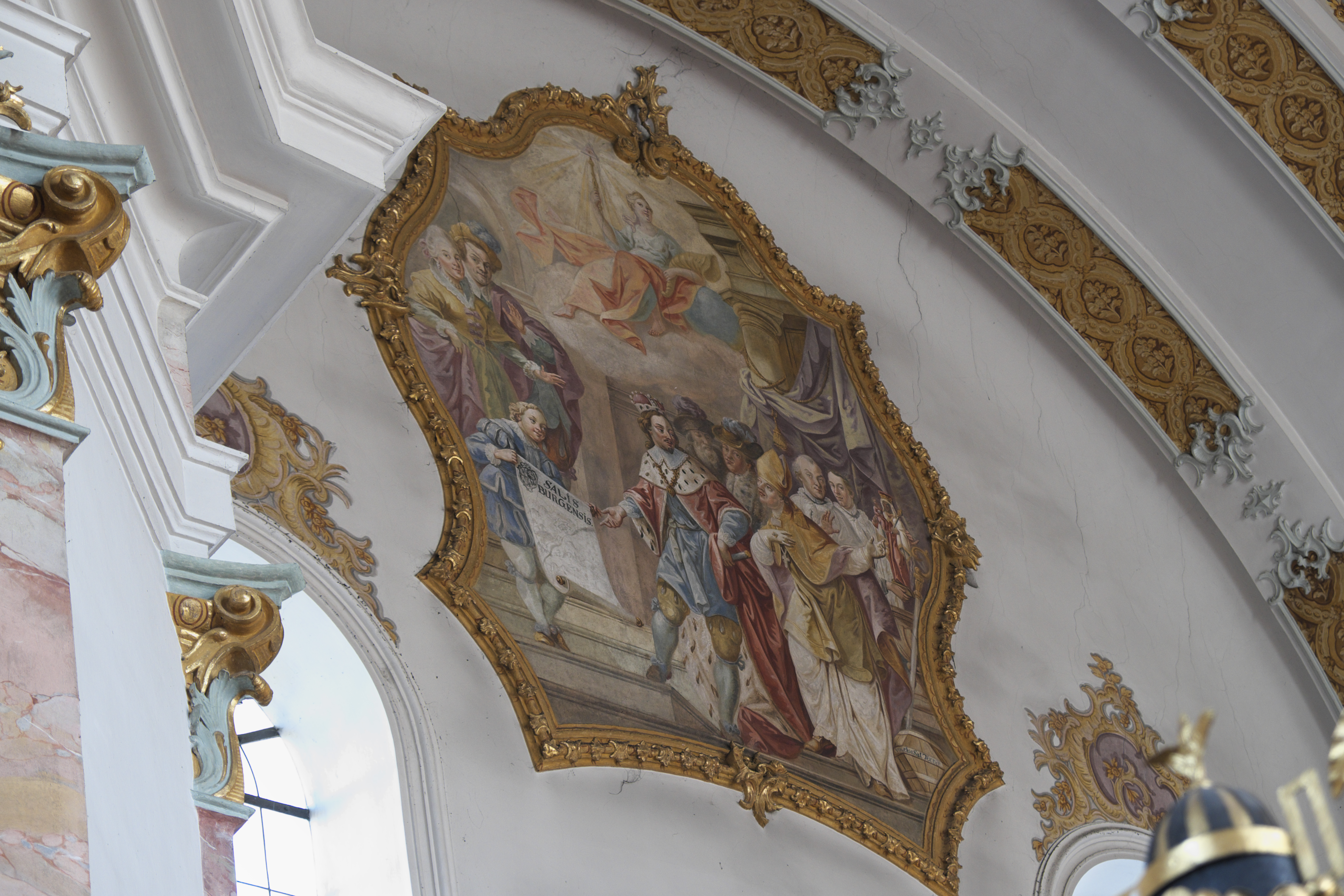
Herzog Theodo II. auf einem Fresko in der Pfarrkirche St. Vitus in Kirchweidach

Herzog Theodo II. stammt aus dem Haus der Agilolfinger, wie es das bairische Stammesrecht, die Lex Baiuvariorum vorschrieb. Seine Eltern sind nicht bekannt.
Er gilt als ein Enkel von Garibald II. Theodo regierte Baiern und das gesamte Siedlungsgebiet der Bajuwaren um das Jahr 700 wie ein unabhängiger Fürst. Verheiratet war er mit Folchaid. Herzog Theodo II. griff in den langobardischen Thronstreit ein. Er verbündete sich wieder mit den Langobarden und gewährte um das Jahr 702 König Ansprand Asyl. Wie ein unabhängiger Fürst konnte Theodo II. sein Herzogtum unter seinen Söhnen aufteilen, ohne die Einwilligung der merowingischen Frankenkönige.
Theodo unternahm im Jahr 715 eine Reise mit einer bairischen Gesandtschaft über die Alpen nach Rom, wo er in Zusammenarbeit mit Papst Gregor II. eine Bistumsorganisation und die Errichtung einer bairischen Kirchenprovinz erarbeitete. Im gleichen Jahr (715) verheiratete er auch seine Tochter Guntrud mit Liutprand, dem Sohn von Ansprand. Er konnte sich zeitlebens nicht mit dem Erstarken der fränkischen Hausmeier (Pippin der Mittlere) abfinden. So plante er gemeinsam mit Papst Gregor II. die Errichtung einer selbständigen bairischen Kirchenprovinz. Wohl wurde damals schon die Teilung in die vier Bistümer Regensburg, Freising, Passau und Salzburg durchgeführt. Unter Bonifatius und Herzog Odilo wurden im Jahr 739 die vier Bistümer kanonisiert.
Etwa seit Anfang des 8. Jahrhunderts war sein Sohn Theudebert Mitregent. Theodo teilte das Stammesherzogtum Baiern auf seine Söhne Theudebert, Theudebald, Tassilo und Grimoald auf.
Mit Herzog Theodo II. beginnt die lückenlose Folge der bairischen Herrscher.